# Płyta Lwandle

Położenie płyty Lwandle z zaznaczonymi granicami płyty

Płyta Lwandle – mikropłyta tektoniczna, która razem z mikropłytami Rovuma i Victoria wchodzi w skład płyty afrykańskiej. Rozpoznana stosunkowo niedawno i słabo poznana , położona jest pomiędzy 30°E a 50°E szerokości geograficznej, graniczy z płytami: somalijską, nubijską i  antarktyczną .
Płyta Lwandle w głównej mierze jest płytą oceaniczną, leżącą na południowo-wschodnim wybrzeżu Afryki. Uważa się, że południowa część Madagaskaru położona jest w zasięgu płyty Lwandle i przez wyspę przebiega granica płyty   . 

## Odkrycie
Wielki Rów Wschodni, który zaczął rozwijać się na początku miocenu (około 25–22 mln lat temu), przyczynił się do rozszczepienia płyty afrykańskiej na dwie mniejsze płyty: somalijską i nubijską . Zastosowanie technologii GPS i integracja danych o trzęsieniach ziemi pozwoliły na odkrycie trzech nowych mikropłyt tektonicznych (Lwandle, Rovuma, Victoria), które powstały pod wpływem rowu tektonicznego .
Trzęsienia ziemi występują najczęściej na granicy dwóch płyt tektonicznych i były wykorzystywane do zlokalizowania poszczególnych granic płyt tektonicznych  . Istnienie płyty Lwandle było postulowane na podstawie zebranych danych o trzęsieniach ziemi z obszaru, który był uważany za wnętrze płyty nubijskiej i somalijskiej .
Istnienie płyty Lwandle zostało potwierdzone na podstawie zebranych danych o tempie rozprzestrzeniania się trzech płyt tektonicznych (tworzące obwód zamknięty): Lwandle, antarktycznej i nubijskiej oraz zmiany ich azymutu w stosunku do Grzbietu Zachodnioindyjskiego. W matematycznym obwodzie zamkniętym założono istnienie płyty tektonicznej Lwandle, a jej prędkość przemieszczania została ustalona na podstawie prędkości dwóch sąsiadujących płyt tektonicznych  .

## Granice płyty

Czerwone strzałki pokazują względną prędkość płyty tektonicznej na jej granicach

Granice płyty tektonicznej Lwandle są słabo rozpoznane .
- Granica północna: ciągnie się wzdłuż osi sejsmicznej Quathlamba (ang. Quathlamba Seismic Axis) oraz prawdopodobnie wzdłuż grzbietu oceanicznego Davie Ridge. Biegnie wzdłuż mikropłyty tektonicznej Rovuma[4] .
- Granica południowa: granica biegnie wzdłuż Grzbietu Zachodnioindyjskiego, charakteryzuje się powolnym tempem rozrastania się grzbietu śródoceanicznego (około 12–18 mm/rok)[1] [10] , prowadzi do powolnego oddzielania się płyty Lwandle od antarktycznej[11] .
- Granica wschodnia: położenie granicy jest bardzo słabo rozpoznane. Zakłada się, że granica wschodnia biegnie przez wyspę Madagaskar. Szacuje się, że prędkość przemieszczania się płyty na tej granicy wynosi około 1,3–1,4 mm/rok. Biegnie wzdłuż płyty somalijskiej[2] .
- Granica zachodnia: granica charakteryzuje się bardzo małą aktywnością sejsmiczną[8]  i jednocześnie nie odpowiada to anomaliom magnetycznym dna morskiego, które sugerują przemieszczanie się zachodniej granicy[2] [12] . Modele sugerują, że zachodnia granica może przemieszczać się w tempie 1 mm/rok[4]  lub że przestała się przemieszczać około 11 mln lat temu[2] [13] . Biegnie wzdłuż płyty nubijskiej[2] .

## Ruch płyty
Dane GPS w powiązaniu z danymi dotyczącymi trzęsień ziemi zostały wykorzystane do określenia prędkości ruchu płyty Lwandle oraz sąsiednich płyt tektonicznych. Prędkość płyty Lwandle w porównaniu do dwóch sąsiadujących płyt (nubijska i somalijska) jest bardzo mała i wynosi około 1–2 mm/rok. Nieznaczna prędkość płyty koreluje z danymi nt. aktywności sejsmicznej tego obszaru, która jest bardzo mała . Płyta Lwandle pomimo faktu, że porusza się szybciej w stosunku do płyty antarktycznej niż do płyt nubijskiej i somalijskiej, charakteryzuje się wolnym, jednym z najpowolniejszych, tempem przemieszczania się na Ziemi .